# روبرت إل. جيري الثالث
روبرت إل. جيري الثالث (بالإنجليزية: Robert L. Gerry III)‏ هو شخصية أعمال أمريكي، ولد في 20 سبتمبر 1937 في نيويورك في الولايات المتحدة.